# ميزة
ميزة (بالإنجليزية: Meeza)‏ هي مزود مصري لأنظمة الدفع الإلكتروني للمعاملات المحلية داخل مصر . وهو مدعوم من قبل الحكومة المصرية  ، وينظمه البنك المركزي المصري وشركة بنوك مصر للتقدم التكنولوجي (EBC). تقدم ميزة خدمات دفع إلكترونية مماثلة مثل ماستركارد وفيزا ولكن لا يمكن استخدامها إلا محليًا داخل مصر.

## التاريخ
مع بداية عام 2019 تأسست "ميزة" لتقديم خطة دفع وطنية لدعم مجتمع غير نقدي في مصر و بحلول نهاية عام 2019 ، أصدرت ميزة حوالي 4 ملايين بطاقة دفع لاستخدامها داخل الشبكة المصرية.

## منتجات وخدمات
تقدم ميزة بطاقات مصرفية وتطبيقات محفظة نقالة للمعاملات المحلية داخل مصر. يتم قبول بطاقات الدفع من ميزة في متاجر البضائع والمؤسسات الحكومية في جميع أنحاء مصر  ، بالإضافة إلى مواقع التجارة الإلكترونية المصرية على الإنترنت. يصدر ميزة كلاً من بطاقات الدفع المسبق وبطاقات الخصم من الحساب المصرفي. يتم إصدار البطاقات من قبل معظم البنوك الكبرى في مصر مثل البنك الأهلي المصري (NBE)، بنك مصر ، بنك الاسكندرية  ، بنك القاهرة ، البنك التجاري الدولي (CIB)، والبنوك المصرية الأخرى. تشمل منتجات بطاقة الميزة أيضا تماس بطاقات ل نقاط البيع وسائل الدعم لهم.

## وصلات خارجية
- الموقع الرسمي